# 권석주
권석주(2003년 6월 12일 ~ )는 대한민국의 축구 선수로, 포지션은 라이트백이다. 현재 K리그1 강원 FC 소속이다.